# Pterolophia szewezycki
Pterolophia szewezycki är en skalbaggsart som beskrevs av Pierre Lepesme och Stefan von Breuning 1955. Pterolophia szewezycki ingår i släktet Pterolophia och familjen långhorningar. Inga underarter finns listade i Catalogue of Life.